# Neobarbella
Neobarbella là một chi rêu trong họ Lembophyllaceae.